# 호플리테스

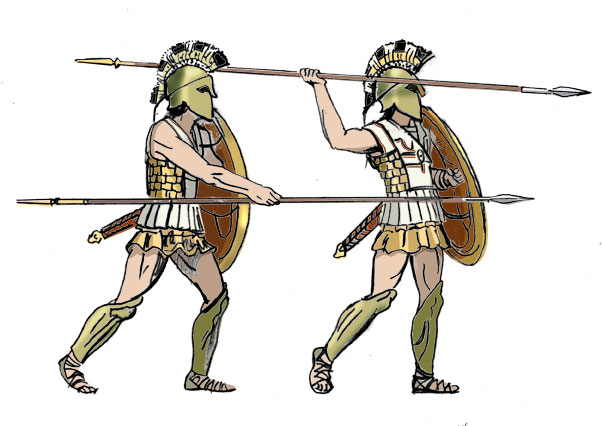

호플리테스(고대 그리스어: ὁπλίτης)는 주로 창과 방패로 무장한 고대 그리스 도시 국가의 시민병으로, 한자로 번역하여 중장보병(重裝步兵)이라고도 한다. 호플리테스 병사들은 적은 인원으로 교전시에 효율적이기 위해 팔랑크스 대형을 사용했다. 이 대형은 대형을 망치고 강점을 최소화하기 시키는 병사들의 단독 행위를 자제하였다. 호플리테스들은 청동 방어구와 무기들을 갖출 여유 (건장한 성인 남성 인구의 3분의 1로 추정)가 있는 재산을 갖춘 농민들과 장인들인 자유 시민들이 주로 맡았다. 호플리테스들은 직업 군인이 아니어서 종종 충분한 군사 훈련이 부족했다. 일부 국가들은 소수의 정예 부대를 운용하기도 했지만, 그 당시 고대 그리스의 군대는 호플리테스들에게 극도로 의존하고 대다수를 이루었다.
기원전 7-8세기에 고대 그리스군은 팔랑크스 대형이라고 알려진 군사적 혁신을 도입했다. 이 진형은 제1차 그리스-페르시아 전쟁 기간인 기원전 490년 마라톤 전투에서 아테나이인들이 페르시아인들을 물리치면서 성공성을 입증하였다. 마라톤 전투에서 싸운 페르시아 궁병들과 경보병들은 패배했는데, 팔랑크스 대형을 이룬 그리스의 방패 벽을 관통하기엔 그들의 활에서 나간 화살이 약했기 때문이였다. 팔랑크스 대형은 기원전 480년 테르모필라이 전투와 제2차 그리스-페르시아 전쟁 기간인 기원전 470년 플라타이아이 전투에서도 그리스인들에게 사용됐다.
호플리테(고대 그리스어: ὁπλίτης 호플리테스[*], 복수형 ὁπλῖται (호플리타이))라는 단어는 호플리테스 병사들이 사용한 방패 종류의 명칭 호플론(ὅπλον, 복수형 호플라 ὅπλα)에서 유래했다. 하지만 이 방패는 아스피스로 보통 더 알려져, 호플라라는 단어는 호플리테스 병사의 무기 또는 완전한 무장을 일컫는다. 현대의 그리스군에서 오플리티스 (oπλίτης)라는 단어는 보병을 일컫는데 사용된다.